# 井田 (川崎市)
井田（いだ）は、神奈川県川崎市中原区の町名。現行行政地名は井田1丁目から井田3丁目、住居表示実施済区域。面積は全域で66.57haである。
なお、「井田」を冠した町（井田中ノ町、井田杉山町、井田三舞町）が井田の近隣にあるが、これらは井田から分離されて設置された（後述）。

## 地理
井田は川崎市中原区の西南部にあり、矢上川が域内中央を南東方向へ流れている。
北端で神奈川県道14号鶴見溝ノ口線（尻手黒川道路）を概ねの境界として井田中ノ町に接し、東端では木月に接する。南端では横浜市港北区の日吉や下田町に接し、西端では高津区の蟹ケ谷や明津に接する（特記のない町域は川崎市中原区）。

### 井田山
南部（矢上川より南側）は丘陵地帯となっており、「井田山」と通称される。これは多摩丘陵の東端部の小丘陵であり、ほぼ東西に長く伸びるが途中に多くの侵食谷を持つ。井田城があったとされる。
その尾根はほぼ横浜市との境界線となっている。東へは日吉公園（横浜市）の丘陵、西へは蟹ヶ谷・久末の丘陵へつながる。縄文時代、弥生時代の住居跡、古墳時代の古墳遺跡が点在している。緑地・雑木林が整備されて、中原区市民健康の森、井田長瀬特別緑地、神庭緑地（蟹ヶ谷）が設けられている。
土地利用としては住宅地となっているが、雑木林（特に北側の斜面に）や野菜畑なども残り点在している。神奈川県立中原養護学校や川崎市立井田病院などの福祉施設も立ち並んでいる。

### 地価
住宅地の地価は、以下となっている。
- 2025年（令和7年）1月1日の公示地価
  - 井田1-34-48の地点で35万9000円/m²[11]
  - 井田3-6-10の地点で28万7000円/m²[12]
- 2024年（令和6年）7月1日の神奈川県地価調査
  - 井田1-2-10の地点で41万6000円/m²[13]

## 歴史
当地には縄文時代から人が居住していて、祭祀の跡などを含む東神庭遺跡が発掘された。平安末期に当地は九条兼実の荘園である稲毛本庄の一部であったと考えられており、その検注目録に、「井田郷鎮守」の除田が計上されている。戦国時代には後北条氏の支配下に入り、北条被官・中田加賀守の居城「井田城」があったとの伝えがある。徳川家康の江戸入府後には幕府の支配下となり、村の境界も定まった。
江戸時代初期には当地は旗本である八木氏・加藤氏・鈴木氏・高林氏・倉橋氏の五給の地となっていたが、元禄10年時点では一部が天領となり、残りは加藤氏・鈴木氏・新見氏・倉橋氏の知行となっており、これが幕末まで続いた。「新編武蔵風土記稿」では橘樹郡稲毛領井田村、家数96軒。石高は、正保年間の「武蔵田園簿」で423石あまり、「元禄郷帳」では446石あまり、「天保郷帳」でが528石あまり、幕末の「旧高旧領取調帳」では541石あまりと推移していた。二ヶ領用水の分流である井田堀が当地を潤しており、農地としては水田が多く陸田は少なかったが、柿の栽培も行われていた。
明治以降は醤油や素麺の生産、桃の栽培も行われるようになったが、当地は農地として推移した。行政上は町村制の施行に合わせて住吉村が成立し、その後合併で中原町となったが、川崎市へと編入された。また、耕地整理も行われ、井田中ノ町、井田杉山町、井田三舞町の3町が分立した。矢上川の氾濫も問題となり、改修が行われた堤防に桜が植えられ、「井田堤の桜」として親しまれた（のちに伐採された）。
戦後は1952年（昭和27年）から分譲が行われて宅地化が進行していき、また井田山には川崎市立井田病院や神奈川県立中原養護学校といった福祉施設や、新日本製鐵の研究所や微生物化学研究会日吉支所といった研究施設が立ち並ぶようになった。なお、新日鉄の研究所跡地はさくらが丘として宅地化されている。

### 地名の由来
「新編武蔵風土記稿」は「昔井田摂津守某と云人の塁ありし故に地名起れりと云」と伝えるが、「井」が灌漑施設を意味するとも、古代中国の井田制のような区割りをされた条里制にちなむものとも考えられている。いずれにしろ、平安末期にはすでに「井田」の名が見られる。

### 町域の新旧対照
井田で住居表示が施行される前の字は、以下のようになっていた。
なお、特記のない字はその一部が現町丁に含まれている。
| 現町丁    | 住居表示施行前の字                                           |
| --------- | ------------------------------------------------------------ |
| 井田1丁目 | 井田字久保田の全部、井田字東、字山下、字和田、字辻ケ下       |
| 井田2丁目 | 井田字台の全部、井田字山下、字和田、字平台、字伊勢宮前       |
| 井田3丁目 | 井田字伊勢台、字中原通、字中原の各全部、井田字辻ケ下、字平台 |

また、この住居表示と同時に、井田字東の一部が井田中ノ町（井田と同時に住居表示を施行）へ、井田字鎗ヶ崎の全部が蟹ケ谷字池ノ里へ編入されている。

### 沿革
- 1159年（平治元年）- 「稲毛本庄検注目録」に「井田郷」として記録される。
- 1559年（永禄2年）- 「小田原衆所領役帳」に「小机井田」として残る[16]。
- 1591年（天正19年）- 村の境界が確定する[6]。
- 1725年（享保10年）- 川崎宿の定助郷となる[16]。
- 1734年（享保19年）- 矢上川の堰の改修をめぐり、周辺の村と争論となる[16]。
- 1765年（明和2年）- 当地に甘藷の苗が配布される[17]。
- 1846年（弘化3年）- 当地の善教寺が寺子屋を開く[10]。
- 1868年（明治元年）- 明治維新。当地は神奈川府→神奈川県の所属となる[17]。
- 1874年（明治7年）- 大区小区制により、当地は第4大区第8小区に属する[16]。
- 1889年（明治22年）- 町村制施行により、住吉村が成立。井田はその大字となる。
- 1921年（大正10年）- 一部に電気が通る[16]。
- 1925年（大正14年）- 中原村と、住吉村の大部分が合併して中原町が成立。
- 1933年（昭和8年）- 中原町が川崎市に編入される。当地は川崎市井田となる。
- 1935年（昭和10年）- 矢上川の堤防に桜が植えられる[14]。
- 1938年（昭和13年）- 耕地整理により、木月や明津と一部で境界を変更[21]。
- 1939年（昭和14年）- 上水道が開通[19]。
- 1940年（昭和15年）- 耕地整理により井田中ノ町、井田杉山町、井田三舞町が分立[19]。
- 1949年（昭和24年）- 川崎市立井田病院が開院[19]。
- 1969年（昭和44年）- 矢上川の護岸工事に伴い、桜が伐採される[14]。
- 1972年（昭和47年）- 川崎市が政令指定都市に移行。当地は川崎市中原区井田となる。
- 1996年（平成8年）- 住居表示が施行され、川崎市中原区井田一丁目～三丁目が設置される。

## 世帯数と人口
2025年（令和7年）6月30日現在（川崎市発表）の世帯数と人口は以下の通りである。
| 丁目      | 世帯数    | 人口    |
| --------- | --------- | ------- |
| 井田1丁目 | 1,701世帯 | 3,393人 |
| 井田2丁目 | 1,327世帯 | 2,464人 |
| 井田3丁目 | 1,435世帯 | 3,183人 |
| 計        | 4,463世帯 | 9,040人 |

### 人口の変遷
国勢調査による人口の推移。
| 年                 | 人口  |
| ------------------ | ----- |
| 1995年（平成7年）  | 7,660 |
| 2000年（平成12年） | 7,461 |
| 2005年（平成17年） | 8,038 |
| 2010年（平成22年） | 8,152 |
| 2015年（平成27年） | 8,353 |
| 2020年（令和2年）  | 9,038 |

### 世帯数の変遷
国勢調査による世帯数の推移。
| 年                 | 世帯数 |
| ------------------ | ------ |
| 1995年（平成7年）  | 3,099  |
| 2000年（平成12年） | 3,166  |
| 2005年（平成17年） | 3,401  |
| 2010年（平成22年） | 3,533  |
| 2015年（平成27年） | 3,604  |
| 2020年（令和2年）  | 4,053  |

## 学区
市立小・中学校に通う場合、学区は以下の通りとなる（2022年3月時点）。
| 丁目      | 番地 | 小学校             | 中学校             |
| --------- | ---- | ------------------ | ------------------ |
| 井田1丁目 | 全域 | 川崎市立井田小学校 | 川崎市立井田中学校 |
| 井田2丁目 | 全域 | 川崎市立井田小学校 | 川崎市立井田中学校 |
| 井田3丁目 | 全域 | 川崎市立井田小学校 | 川崎市立井田中学校 |

## 事業所
2021年（令和3年）現在の経済センサス調査による事業所数と従業員数は以下の通りである。
| 丁目      | 事業所数  | 従業員数 |
| --------- | --------- | -------- |
| 井田1丁目 | 45事業所  | 419人    |
| 井田2丁目 | 35事業所  | 952人    |
| 井田3丁目 | 44事業所  | 714人    |
| 計        | 124事業所 | 2,085人  |

### 事業者数の変遷
経済センサスによる事業所数の推移。
| 年                 | 事業者数 |
| ------------------ | -------- |
| 2016年（平成28年） | 105      |
| 2021年（令和3年）  | 124      |

### 従業員数の変遷
経済センサスによる従業員数の推移。
| 年                 | 従業員数 |
| ------------------ | -------- |
| 2016年（平成28年） | 878      |
| 2021年（令和3年）  | 2,085    |

## 交通

### 路線バス
隣接する高津区明津に川崎市バス井田営業所があること、また市立井田病院があることもあり、元住吉駅・新城駅・小杉駅・宮前平駅・川崎駅など各方面からバスが運行されている。
また、東急バスが日吉駅から横浜市との市境付近を通ってさくらが丘まで乗り入れている。

### 道路
- 神奈川県道14号鶴見溝ノ口線（尻手黒川道路）

## 施設
- 神奈川県立中原支援学校
- 川崎市障害者総合リハビリテーションセンター
- 中原老人福祉センター（長寿荘）
- 川崎市立井田病院
- 川崎赤十字血液センター - 閉鎖。
- 新日本製鐵研究所 - 跡地は宅地として再開発されている（さくらが丘Issac日吉）。
- ライフ井田店
- 人形劇団ひとみ座
- 善教寺

## その他

### 日本郵便
- 郵便番号 : 211-0035[3]（集配局 : 中原郵便局[32]）

### 警察
町内の警察の管轄区域は以下の通りである。
| 丁目      | 番・番地等 | 警察署     | 交番・駐在所 |
| --------- | ---------- | ---------- | ------------ |
| 井田1丁目 | 全域       | 中原警察署 | 井田交番     |
| 井田2丁目 | 全域       | 中原警察署 | 井田交番     |
| 井田3丁目 | 全域       | 中原警察署 | 井田交番     |